# Швецов М-11
„М-11“ е бутален авиационен двигател с вътрешно горене, серийно произвеждан в СССР от 1929 до 1952 г.
Разработен е като оригинална съветска конструкция на двигател с номинална мощност до 100 hp за учебни самолети. Разработката е осъществена в рамките на обявен през 1923 г. конкурс, от конструкторското бюро на Държавния авиозавод № 4 „Мотор“ (ГАЗ №4) с ръководител гл. инженер А. Д. Швецов. Без да притежава изключителни характеристики, разработеният мотор е надежден, технологичен за производство и може да използва гориво и масло с отклонение от заложените в проекта. Поради тези му качества става най-масовия и дълго произвеждан двигател.

## История
След опитния образец на М-11 двигателят е претърпял много изменения и няколко модификации, целящи да намалят разхода на гориво и да увеличат надеждността и времето до основен ремонт. Доработките по двигателя са продължили почти 5 г. след опитния образец от конструкторското бюро на завод „Мотор“ и производителя ГАЗ №9 в гр. Запорожие. Промените, отнасящи се до нова конструкция на цилиндровата глава, замяна на сачмените лагери с плъзгащи на коляновия вал, усилването на картера, смяната на маслената помпа и поставянето на нов тип съветски карбуратор тип К-11, налагат този двигател за серийно производство, като с това изпреварва работата върху 40 други проекта, достигнали до някаква степен на разработка.
Модификациите М-11А, М-11Б, М-11В доказват качествата на двигателя, а от редовното производство на М-11Г се произвеждат 15 000 броя. С този двигател е достигнат основен ресурс от 300 часа до основен преглед и ремонт.

## Конструкция
М-11 е 5-цилиндров, звездообразен бутален двигател с вътрешно горене и въздушно охлаждане. Двигателят е произвеждан в различни модификации, в т.ч форсиран до 200 hp, доработван за нуждите на военното време. От всичките модификации са произведени повече от 100 000 броя. В СССР това е реализирано от пет завода, а този двигател е произвеждан в Полша и Китай.

## Технически данни
- Тип – петцилинддров, звездообразен, бензинов двигател с въздушно охлаждане
- Работен обем – 8590 cm3
- Тегло – 165 kg
- Мощност
  - М-11Г – 85 kw/115 hp
  - М-11Д – 85 kw/115 hp
  - М-11К – 85 kw/115 hp
  - М-11Е – 110 kw/150 hp
  - М-11Ф – 107 kw/145 hp
  - М-11ФМ – 107 kw/145 hp
  - М-11М – 107 kw/145 hp
  - М-11ФР – 118 kw/160 hp
  - М-11ФР-1 – 121 kw/165 hp
  - М-11ФН – 147 kw/200 hp

## Използване
Двигателят е поставян на планерите на следните самолети:
- У-2 – биплан конструкция на Н.Н.Поликарпов. Това е знаменития По-2, строен серийно от 1928 до 1953 година, като са произведени повече от 33 000 самолета.
- УТ-2 – учебно-тренировъчен моноплан, конструкция на А.С. Яковлев, произвеждан от 1937 до 1948 година. Произведени са общо 7323 самолета.
- Ш-2 или (АШ-2) – съветски самолет амфибия, конструкция на В.Б. Шавров. Експлоатира се от 1932 до средата на 60 години. Произведени са повече от 700 самолета.
- УТ-1 – конструкция на А.С. Яковлев.
- Як-6 – конструкция на А.С. Яковлев.
- Як-12 – конструкция на А.С. Яковлев.
- Як-18 – конструкция на А. Яковлев.
- МиГ-8 – т.нар. „Утка“ (Патица), конструкция на констр. бюро Микоян и Гуревич.
- LWD Junak – Полско производство.
- PZL S-4 Kania – Полско производство.
- Лаз-7М – конструиран под ръководството на инж. Цветан Лазаров и произвеждан в Държавна самолетна фабрика – Ловеч. Произведени са 150 самолета от модификацията с двигател Щвецов М-11ФР.

## Галерия
- Самолети с двигател М-11
- По-2
- Шавров Ш-2
- Як-12
- Лаз-7М
- Як-18 експонат в Полския авиационен музей в Краков